# 1872年の相撲
1872年の相撲（1872ねんのすもう）は、1872年の相撲関係のできごとについて述べる。

## 天覧相撲
7月11日（旧6月6日）、明治天皇の大阪行幸中、行在所の造幣寮において天覧相撲54番が行われた。

## 興行
- 11月場所（東京相撲）[2]
  - 興行場所:本所回向院
  - 1月2日（旧11月22日）より晴天10日間興行
- 3月場所（京都尾坂合同相撲）[3]
  - 興行場所:拝領地
- 4月場所（東京相撲）[4]
  - 興行場所:本所回向院
  - 5月13日（旧4月7日）より晴天10日間興行
- 7月場所（大阪相撲）[1]
  - 興行場所:難波新地
  - 10日間興行
- 11月場所（東京相撲）[5]
  - 興行場所:本所回向院
  - 12月22日（旧11月22日）より晴天10日間興行